# Qui sera le meilleur ce soir ?
Qui sera le meilleur ce soir ? est une émission en direct de TF1 proposée par Christophe Dechavanne de fin 2007 à 2012. Elle met en scène un concours d'artistes ayant un talent, une particularité. 
Le gagnant gagne la somme de 15 000 euros.

## Qui sera le prochain?
L'émission est présentée le 10 novembre 2007 par Christophe Dechavanne. Les participants sont des jeunes magiciens à qui la production veut donner les moyens pour se faire un nom dans la magie.
Les magiciens montraient leur numéro devant le public et 6 jurés répartis dans 2 groupes ; pour aller au 2e tour, il fallait que 2 personnes des 2 jurys différents votent pour lui.
Le gagnant, un jeune homme ayant présenté un tour de carte, a gagné 15 000 euros ainsi qu'une soirée dans un grand cabaret ou il présentera son numéro. Mais ce cabaret en question a aussi invité le pickpocket (dont elle espérait la victoire)

## Qui sera le meilleur ce soir? Spéciale sosies
Pour l'émission du 4 avril 2008, ils étaient trois cents à se présenter au casting de départ. Parmi les vingt seuls sélectionnés figurent des sosies de Rihanna, Pamela Anderson, Laurent Gerra, Christophe Willem, Claude François, Johnny Hallyday ou encore Elvis Presley.
Les aléas du direct ont fait que le sosie de Pamela Anderson a montré ses seins lors de son élimination.
Le jury a choisi cinq sosies sur les vingt qui sont entrés en finale et c'est là que le public a joué son rôle en élisant son sosie préféré et ce fut celui de Christophe Willem.
Les meilleurs sosies se sont affrontés devant près de sept millions de téléspectateurs avec notamment : 42,1 % de la part d'audience des 15-24 ans et 35,8 % des femmes de moins de 40 ans.
Cette émission a été présentée par Christophe Dechavanne et Liane Foly.
Pour celle du 4 octobre 2009, il y avait cinq cents personnes au casting de départ.
Après plusieurs battles (thèmes : chanteuses récentes, cinéma, etc.), la finale opposait le sosie du "Dr House", ceux représentant les "Jackson Five" et enfin ceux du groupe « ABBA ». Le public a finalement élu le sosie du « Dr House » à 52 %.
Avec les aléas du direct, le sosie de Pamela Anderson de l'année passée est revenu s'incruster sur le plateau pour montrer cette fois-ci ses fesses.
L'émission a été présentée par Christophe Dechavanne et Victoria Silvstedt.
Pour celle du 6 novembre 2010 :
L'émission est battue par France 2 avec son plus grand cabaret du monde ; TF1 réalise seulement 3 832 000 téléspectateurs et 18,6 %, un bide pour la chaîne. Le sosie de Kad Merad remporte l'émission.
Pour celle du 27 janvier 2012
L'émission est battue par M6, TF1 réalise cependant 4.1 millions de téléspectateurs et une part d'audience de 19,9 % auprès de l'ensemble du public. Les sosies de Lady Gaga, France Gall, Beyoncé, Jean-Louis Aubert, Nolwenn Leroy, George Clooney, Jean-Jacques Goldmann, Britney Spears, Florence Foresti, Justin Bieber se sont affrontés et c'est celui d'Amy Winehouse qui remporte l'émission et gagne les 15 000 euros.

## Qui sera le meilleur ce soir? Spéciale enfants
Cette émission diffusée sur TF1 pour la première fois le 23 janvier 2009 à 20 h 50 consiste à organiser un concours entre des enfants âgés entre 6 et 15 ans. Ils ont tous un talent exceptionnel, chanteurs ou danseurs.
Afin d'élire le meilleur d'entre eux, un jury votera pour son préféré pour l'envoyer en finale. 
Les téléspectateurs pourront choisir ensuite en votant par SMS leur préféré entre les candidats que le jury a choisi pour élire selon eux le meilleur enfant du concours. Le gagnant recevra un voyage d'une valeur de 10 000 euros.
Christophe Dechavanne est accompagné par Victoria Silvstedt qui l'accompagne également dans son fameux jeu "La Roue de la fortune".
La gagnante de cette émission est Justine, une fille de 7 ans qui chante avec une voix exceptionnelle telle Edith Piaf.
Le 13 février 2010 sur TF1 à 20 h 45, une seconde émission est diffusée. Elle est présentée par Christophe Dechavanne accompagné de Victoria Silvstedt. Les enfants possédant un ou plusieurs talents se défient dans des battles regroupées sous des genres spéciaux (Chanteurs d'opéras, …). Le jury composé de Christine Bravo, de Jean-Luc Lemoine et de Anthony Kavanagh élisent à la fin de chaque battle, le meilleur enfant selon eux. Puis à la fin de chaque série de celles-ci, le public choisit la personne ayant le plus grand talent pour aller en Finale. Les enfants y parvenant sont alors Loan et Emeryck de jeunes danseurs Hip Hop, Blandine chanteuse-guitariste et enfin Lucas, chanteur. Le choix du public s'est alors porté sur la prestation de Loan et Emeryck qui remporte le trophée de Qui sera le meilleur ce soir ? et un voyage en Californie.Pourtant deux voix exceptionnelles sont  découvertes sur ce plateau, Anouchka (chanteuse d'opéra qui interprète Carmen) et  Solal qui remporte avec aisance le prix de meilleur chanteur d'opéra enfant avec l'unanimité du jury. L'audience est de 28,3 % des téléspectateurs et 5 629 000 personnes[réf. nécessaire].
Le 25 février 2011 sur TF1 à 20 h 45, une troisième émission est diffusée. Elle est présentée par Christophe Dechavanne accompagné de Victoria Silvstedt. Elsa Bois et Quentin les petits danseurs remportent cette émission suivie par 4.7 millions de téléspectateurs. Florian, le petit chanteur, termine sur la deuxième marche du podium. 
Le 1er septembre 2012 sur TF1 à 20 h 45 une quatrième émission est diffusée. Elle est présentée par Christophe Dechavanne. Victoria remporte l'émission suivie par 3.4 millions de téléspectateurs.

## Qui sera le meilleur ce soir? Spéciale familles
Des familles épatantes vont se battre pour être élu la meilleure. Premier numéro présenté par Victoria Silvstedt et Christophe Dechavanne le samedi 17 avril 2010 à 20 h 45 sur TF1. Christophe Dechavanne souffrant a tenu à être présent mais a dû être assis pour présenter une partie de l'émission. C'est la famille Tortiello avec Louis-Marie le fils et Dominique le père qui a remporté le trophée ainsi que le chèque de 15 000 euros grâce à l'interprétation de la chanson "con te partiro" d'Andrea Bocelli.